# Новопокровка (Анучинський район)
Новопокровка (рос. Новопокровка) — село у Анучинському районі Приморському краю Російської Федерації.
Муніципальне утворення — Анучинський муніципальний округ. Населення становить 95 осіб.

## Історія
Згідно із законом від 6 грудня 2004 року № 177-КЗ у 2004—2019 роках муніципальним утворенням було Гражданське сільське поселення.

## Населення
| 1915 | 2002 | 2010 |
| ---- | ---- | ---- |
| 872  | ↘165 | ↘95  |